# Трель

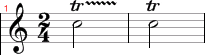
Обозначение трели

Трель (итал. trillare — дребезжать) — один из наиболее употребительных мелизмов; быстрое чередование двух соседних нот, отстоящих на секунду, большую или малую. Первая нота называется главной и по отношению к гармонии — гармонической, вторая — вспомогательной. Обычно вспомогательная нота стоит выше главной.

## Обозначение
В современной музыкальной нотации трель обозначается либо только буквами tr, либо буквами tr~~~~ с волнистой линией после них (меньшей по размеру, чем при обозначении вибрато). Волнистая линия после tr ставится либо для длинных трелей, либо в тех случаях, когда трель применяется к нескольким (или слигованным) нотам. Эти обозначения ставятся над главной (гармонической) нотой.
Устаревший способ обозначения трели — только с помощью волнистой линии. В современной нотации одиночная волнистая линия без tr над нотой обозначает вибрато.

## Длина трели, длительности нот
Общая длительность трели зависит от длительности главной выписанной ноты. В зависимости от стиля, трель может исполняться ритмично, четкими равными нотами, либо с ускорением, либо просто с максимально возможной скоростью, свободно.

## Высота нот
- Если около букв tr и главной ноты нет знаков альтерации, форшлагов и мелких нот в круглых скобках, то трель играется на ступень вверх, начиная с главной ноты.

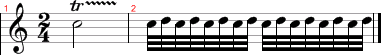
Трель на ступень вверх. В такте слева — обозначение, справа — как исполняется

- В противном случае, дополнительные обозначения определяют:
  - с какой ноты должна начаться трель (главной или вспомогательной). Трель должна начаться не с главной ноты, а с верхней или нижней вспомогательной, если перед главной нотой вписывается вспомогательная нота в виде форшлага.
  - в каком направлении (вверх или вниз). Трель должна играться, начиная с главной ноты, не вверх, а вниз, если около главной ноты вписана вспомогательная мелкая нота в круглых скобках.
  - на какой интервал (полутон или тон). В трели ноты главные и вспомогательные играются не с интервалом в тон, если ставятся знаки альтерации, относящиеся к вспомогательной нотам (располагаются около букв tr).

## Исполнение
Трель исполняется с помощью:
- пальцев (1, 2, 3 или 4-м пальцем или их комбинацией)
- кисти

Виды:
- Трель-вибрато
- Мелодическая

Исполнение:
- Необходимо думать только о скорости отскока после удара, а не о скорости самого удара (мысли о скорости удара вызывают хватательный рефлекс)

## Инструменты
- Фортепиано
  - Трель с помощью пальцев или кисти;
  - Трель-вибрато и мелодическая.
- Смычковые
  - Трель с помощью кисти левой руки;
  - Трель-вибрато.
- Деревянные духовые
  - Трель с помощью пальцев.
  - Трель-вибрато с помощью воздуха (от живота)
- Медные духовые
  - Трель с помощью пальцев; исключением является тромбон (трель кулисой)
  - Трель-вибрато с помощью воздуха (от живота)
- Вокал
  - Трель с помощью голосовых складок
- Гитара и другие щипковые
  - с помощью пальцев левой руки или тэппинга.